# Чарлз У. Морис
Чарлз У. Морис (на английски: Charles W. Morris; 23 май 1901, Денвър, Колорадо — 15 януари 1979, Гейнсвил, Флорида) е американски семиотик и философ.
През 1930-те години Морис помага на някои германски и австрийски философи да емигрират в САЩ, включително Рудолф Карнап през 1936.

## Чарлз Морис и семиотиката
Чарлз Морис твърди, че типовете отношения между символите са три:
1. към обекти
2. към хора
3. към други символи

Той по-късно нарича тези отношения „семантика“, „прагматика“ и „синтактика“.